# David Babych
Pour les articles homonymes, voir Babych.
David Michael Babych, dit Dave Babych, (né le 23 mai 1961 à Edmonton dans la province d'Alberta au Canada) est un joueur professionnel canadien de hockey sur glace qui évoluait au poste de défenseur.

## Biographie
Babych est d'origine ukrainienne et est né à Edmonton en Alberta. Il joue deux saisons complètes avec Winter Hawks de Portland dans la Ligue de hockey de l'Ouest avant d'être repêché par les Jets de Winnipeg comme deuxième joueur choisi au repêchage d'entrée dans la LNH 1980. Il passe directement à la Ligue nationale de hockey après son repêchage et réalise 44 points, pour 6 buts et 38 aides, en 69 parties à sa première saison.
Il participe à deux Matchs des étoiles en 1983 et 1984 durant ses années à Winnipeg. Il connaît sa meilleure saison offensive en termes de points en 1982-1983 (74) et pour les buts en 1983-1984 (18). Lors de la saison 1985-1986, il est échangé aux Whalers de Hartford contre Ray Neufeld. Il manque la majorité de la saison 1990-1991 à cause d'une blessure à un poignet, qui le limite à seulement 8 matchs.
En mai 1991, lors du repêchage d'expansion de la LNH, il est réclamé par les North Stars du Minnesota. Moins d'un mois plus tard, le 22 juin, il est échangé aux Canucks de Vancouver contre Tom Kurvers. Lors des séries éliminatoires de 1994, il aide les Canucks à atteindre la finale de la Coupe Stanley mais son équipe perd lors du septième et ultime match contre les Rangers de New York.
En mars 1998, il passe aux Flyers de Philadelphie. Il joue une quarantaine de matchs au total avec les Flyers et est échangé un an plus tard aux Kings de Los Angeles. Il joue brièvement en Suisse avec le HC Ambrì-Piotta lors de la saison 1999-2000 avant de mettre fin à sa carrière.
Il a représenté le Canada sur la scène internationale et a joué deux championnats du monde (1981 et 1989), dont la dernière se conclut sur une médaille d'argent.
En mai 2002, il poursuit les Flyers et le médecin de l'équipe, le docteur Arthur Bartolozzi, pour la somme de 2 millions de dollars en salaire perdu et pour dommages, déclarant que l'équipe l'a fait jouer lors des séries de 1998 malgré une blessure à un pied. Il affirme que les Flyers ont fait pression sur lui afin qu'il puisse jouer lors des séries malgré sa blessure et qu'elle a fini par aggraver, ce qui aurait prématurément mis fin à sa carrière et de plus, il déclare que son pied a été mal soignée par le médecin de l'équipe et qu'il s'est fait tromper sur la nature de sa blessure dans le but de le garder dans la formation. Fin octobre, après une journée de délibérations, un jury donne raison à Babych et lui accorde 1,02 million de dollars en salaire perdu, et 350 000 dollars en dommages.
En 2009, il rejoint son ancienne équipe, les Canucks de Vancouver, en tant que conseilleur aux jeunes défenseurs de l'organisation, poste qu'il occupe jusqu'en 2014.

## Statistiques

### En club
| Saison     | Équipe                       | Ligue      |       | Saison régulière | Saison régulière | Saison régulière | Saison régulière | Saison régulière |    | Séries éliminatoires | Séries éliminatoires | Séries éliminatoires | Séries éliminatoires | Séries éliminatoires |
| Saison     | Équipe                       | Ligue      | PJ    | B                | A                | Pts              | Pun              | PJ               | B  | A                    | Pts                  | Pun                  |                      |                      |
| 1977-1978  | Traders de Fort Saskatchewan | AJHL       | 56    | 31               | 69               | 100              | 37               | -                | -  | -                    | -                    | -                    |                      |                      |
| 1977-1978  | Winter Hawks de Portland     | LHOC       | 6     | 1                | 3                | 4                | 4                | -                | -  | -                    | -                    | -                    |                      |                      |
| 1978-1979  | Winter Hawks de Portland     | LHOu       | 67    | 20               | 59               | 79               | 63               | 25               | 7  | 22                   | 29                   | 22                   |                      |                      |
| 1979-1980  | Winter Hawks de Portland     | LHOu       | 50    | 22               | 60               | 82               | 71               | 8                | 1  | 10                   | 11                   | 2                    |                      |                      |
| 1980-1981  | Jets de Winnipeg             | LNH        | 69    | 6                | 38               | 44               | 90               | -                | -  | -                    | -                    | -                    |                      |                      |
| 1981-1982  | Jets de Winnipeg             | LNH        | 79    | 19               | 49               | 68               | 92               | 4                | 1  | 2                    | 3                    | 29                   |                      |                      |
| 1982-1983  | Jets de Winnipeg             | LNH        | 79    | 13               | 61               | 74               | 56               | 3                | 0  | 0                    | 0                    | 0                    |                      |                      |
| 1983-1984  | Jets de Winnipeg             | LNH        | 66    | 18               | 39               | 57               | 62               | 3                | 1  | 1                    | 2                    | 0                    |                      |                      |
| 1984-1985  | Jets de Winnipeg             | LNH        | 78    | 13               | 49               | 62               | 78               | 8                | 2  | 7                    | 9                    | 6                    |                      |                      |
| 1985-1986  | Jets de Winnipeg             | LNH        | 19    | 4                | 12               | 16               | 14               | -                | -  | -                    | -                    | -                    |                      |                      |
| 1985-1986  | Whalers de Hartford          | LNH        | 62    | 10               | 43               | 53               | 36               | 8                | 1  | 3                    | 4                    | 14                   |                      |                      |
| 1986-1987  | Whalers de Hartford          | LNH        | 66    | 8                | 33               | 41               | 44               | 6                | 1  | 1                    | 2                    | 14                   |                      |                      |
| 1987-1988  | Whalers de Hartford          | LNH        | 71    | 14               | 36               | 50               | 54               | 6                | 3  | 2                    | 5                    | 2                    |                      |                      |
| 1988-1989  | Whalers de Hartford          | LNH        | 70    | 6                | 41               | 47               | 54               | 4                | 1  | 5                    | 6                    | 2                    |                      |                      |
| 1989-1990  | Whalers de Hartford          | LNH        | 72    | 6                | 37               | 43               | 62               | 7                | 1  | 2                    | 3                    | 0                    |                      |                      |
| 1990-1991  | Whalers de Hartford          | LNH        | 8     | 0                | 6                | 6                | 4                | -                | -  | -                    | -                    | -                    |                      |                      |
| 1991-1992  | Canucks de Vancouver         | LNH        | 75    | 5                | 24               | 29               | 63               | 13               | 2  | 6                    | 8                    | 10                   |                      |                      |
| 1992-1993  | Canucks de Vancouver         | LNH        | 43    | 3                | 16               | 19               | 44               | 12               | 2  | 5                    | 7                    | 6                    |                      |                      |
| 1993-1994  | Canucks de Vancouver         | LNH        | 73    | 4                | 28               | 32               | 52               | 24               | 3  | 5                    | 8                    | 12                   |                      |                      |
| 1994-1995  | Canucks de Vancouver         | LNH        | 40    | 3                | 11               | 14               | 18               | 11               | 2  | 2                    | 4                    | 14                   |                      |                      |
| 1995-1996  | Canucks de Vancouver         | LNH        | 53    | 3                | 21               | 24               | 38               | -                | -  | -                    | -                    | -                    |                      |                      |
| 1996-1997  | Canucks de Vancouver         | LNH        | 78    | 5                | 22               | 27               | 38               | -                | -  | -                    | -                    | -                    |                      |                      |
| 1997-1998  | Canucks de Vancouver         | LNH        | 47    | 0                | 9                | 9                | 37               | -                | -  | -                    | -                    | -                    |                      |                      |
| 1997-1998  | Flyers de Philadelphie       | LNH        | 6     | 0                | 0                | 0                | 12               | 5                | 1  | 0                    | 1                    | 4                    |                      |                      |
| 1998-1999  | Flyers de Philadelphie       | LNH        | 33    | 2                | 4                | 6                | 20               | -                | -  | -                    | -                    | -                    |                      |                      |
| 1998-1999  | Kings de Los Angeles         | LNH        | 8     | 0                | 2                | 2                | 2                | -                | -  | -                    | -                    | -                    |                      |                      |
| 1999-2000  | HC Ambrì-Piotta              | LNA        | 1     | 0                | 0                | 0                | 0                | 2                | 0  | 0                    | 0                    | 0                    |                      |                      |
| Totaux LNH | Totaux LNH                   | Totaux LNH | 1 195 | 142              | 581              | 723              | 970              | 114              | 21 | 41                   | 62                   | 113                  |                      |                      |

### En équipe nationale
| Année | Compétition          |    | PJ | B | A | Pts | Pun               |  | Résultat |
| 1981  | Championnat du monde | 7  | 0  | 2 | 2 | 8   | 4e place          |  |          |
| 1989  | Championnat du monde | 10 | 2  | 0 | 2 | 4   | Médaille d'argent |  |          |

## Trophées et honneurs personnels
- 1977-1978 :
  - nommé meilleur défenseur de l'AJHL.
  - nommé recrue de l'année de l'AJHL.
- 1979-1980 : nommé dans la première équipe d'étoiles de la LNH.
- 1982-1983 : participe au 35e Match des étoiles de la LNH.
- 1983-1984 : participe au 36e Match des étoiles de la LNH.

## Transactions
- Repêchage de 1980 : repêché par les Jets de Winnipeg au premier tour, 2e rang au total.
- 21 novembre 1985 : échangé par les Jets aux Whalers de Hartford contre Ray Neufeld
- 30 mai 1991 : réclamé par les North Stars du Minnesota au repêchage d'expansion de la LNH 1991.
- 22 juin 1991 : échangé par les North Stars aux Canucks de Vancouver contre Tom Kurvers
- 24 mars 1998 : échangé par les Canucks aux Flyers de Philadelphie avec un choix de cinquième tour au repêchage de 1998 (précédemment acquis ; Garrett Prosofsky) contre un choix de troisième tour pour 1998 (Justin Morrison).
- 23 mars 1999 : échangé aux Kings de Los Angeles avec un choix de cinquième tour au repêchage de 2000 (Nathan Marsters) contre Steve Duchesne.
- 31 janvier 2000 : signe en tant qu'agent libre avec le HC Ambrì-Piotta dans la Ligue nationale A.